# Mineral de Mexiamora
Mineral de Mexiamora är en ort i Mexiko.   Den ligger i kommunen Guanajuato och delstaten Guanajuato, i den centrala delen av landet, 290 km nordväst om huvudstaden Mexico City. Mineral de Mexiamora ligger 2 332 meter över havet och antalet invånare är 103.
Terrängen runt Mineral de Mexiamora är kuperad. Runt Mineral de Mexiamora är det ganska tätbefolkat, med 160 invånare per kvadratkilometer. Närmaste större samhälle är Guanajuato, 6,6 km öster om Mineral de Mexiamora. Trakten runt Mineral de Mexiamora består i huvudsak av gräsmarker.